# All I Need
All I Need este cel de-al patrulea disc single extras de pe albumul The Heart of Everything, al formației olandeze de metal gotic și simfonic, Within Temptation.

## Charts
| Topuri (2007)        | Poziția maximă |
| -------------------- | -------------- |
| Dutch Singles Chart  | 15             |
| German Singles Chart | 78             |